# Грешіт (округ)
Шаблон:StateAbbr_ 43°17′ пн. ш. 84°36′ зх. д. / 43.29° пн. ш. 84.6° зх. д.
Округ Ґрашат (англ. Gratiot County) — округ (графство) у штаті Мічиган, США. Ідентифікатор округу 26057.

## Історія
Округ утворений 1855 року.

## Демографія
За даними перепису 
2000 року 
загальне населення округу становило 42285 осіб, зокрема міського населення було 19292, а сільського — 22993.
Серед мешканців округу чоловіків було 21987, а жінок — 20298. В окрузі було 14501 домогосподарство, 10401 родин, які мешкали в 15516 будинках.
Середній розмір родини становив 3,02.
Віковий розподіл населення поданий у таблиці:
| Стать    | До 15 років | 15-21 | 22-29 | 30-39 | 40-49 | 50-65 | 65-85 | Понад 85 |
| -------- | ----------- | ----- | ----- | ----- | ----- | ----- | ----- | -------- |
| Чоловіки | 4246        | 2499  | 2711  | 3685  | 3419  | 3109  | 2036  | 282      |
| Жінки    | 4010        | 2448  | 1793  | 2725  | 2827  | 3090  | 2782  | 623      |

## Суміжні округи
- Мідленд — північний схід
- Сегіно — схід
- Шаявассі — південний схід
- Клінтон — південь
- Айонія — південний захід
- Монткам — захід
- Ізабелла — північний захід

## Виноски
1. ↑  US Decennial Census. US Census Bureau. Архів оригіналу за 26 квітня 2015. Процитовано 21 вересня 2014.
2. ↑  Historical Census Browser. University of Virginia Library. Архів оригіналу за 26 грудня 2013. Процитовано 21 вересня 2014.
3. ↑  Population of Counties by Decennial Census: 1900 to 1990. US Census Bureau. Архів оригіналу за 15 лютого 2015. Процитовано 21 вересня 2014.
4. ↑  Census 2000 PHC-T-4. Ranking Tables for Counties: 1990 and 2000 (PDF). US Census Bureau. Архів оригіналу (PDF) за 18 грудня 2014. Процитовано 21 вересня 2014.
5. ↑  State & County QuickFacts. US Census Bureau. Архів оригіналу за 5 липня 2011. Процитовано 27 серпня 2013.(англ.) Наведено за англійською вікіпедією.
6. ↑  American FactFinder. Бюро перепису населення США. Архів оригіналу за 21 травня 2008. Процитовано 31 січня 2008.

| США | Це незавершена стаття з географії США. Ви можете допомогти проєкту, виправивши або дописавши її. |